# نوامبر ۱۹۸۹ (آلبوم)
نوامبر ۱۹۸۹ (انگلیسی: November 1989) یک آلبوم موسیقی از بنی آندشون است که در سال ۱۹۸۹ منتشر شد. این آلبوم موسیقی فولکلور سوئد در کشورهای اسکاندیناوی موفقیت‌آمیز بود. نخستین آهنگ، «اسکالگونگ» برای افتتاحیه کنسرت اقامتی مجازی سفر آبا در سال ۲۰۲۲ استفاده شد.